# Adam Zika
Adam Zika (Praga, 16 agosto 1989) è un ex sciatore alpino ceco.

## Biografia
Attivo in gare FIS dal novembre del 2044, Zika ha esordito in Coppa Europa il 19 dicembre 2006 a Obereggen in slalom speciale, senza qualificarsi per la seconda manche.; in Coppa del Mondo ha disputato 7 gare, tutte slalom giganti (la prima il 5 dicembre 2010 a Beaver Creek, l'ultima il 7 dicembre 2014 nella medesima località), senza portarne a termine nessuna. Ha preso parte a un'edizione dei Campionati mondiali, Garmisch-Partenkirchen 2011, dove si è classificato 36º nello slalom gigante; la sua ultima gara è stata uno slalom gigante FIS disputato il 19 gennaio 2019 a Pec pod Sněžkou, chiuso da Zika al 4º posto.

## Palmarès

### Coppa Europa
- Miglior piazzamento in classifica generale: 178º nel 2007

### Campionati cechi
- 6 medaglie:
  - 2 argenti (slalom gigante nel 2010; slalom speciale nel 2011)
  - 4 bronzi (slalom gigante nel 2009; slalom speciale nel 2010; supergigante nel 2011; slalom speciale nel 2017)